# Schura-Rat (Ägypten)
Der Schura-Rat (arabisch مجلس الشورى Madschlis asch-Schura, DMG maǧlis aš-šūrā, ˈmæɡles eʃˈʃuːɾɑ) war ein beratendes Gremium und bis 2014 das Oberhaus des früheren ägyptischen parlamentarischen Zweikammersystems. Er wurde mit der neuen Ägyptischen Verfassung von 2014 abgeschafft.
Der Schura-Rat war erst 1980 mit einer Verfassungsänderung eingeführt worden. Er bestand aus 264 Mitgliedern, von denen 174 direkt für sechs Jahre gewählt und 88 durch den Präsidenten des Staates Ägypten ernannt wurden. Jeweils die Hälfte der Mitglieder wurde alle drei Jahre neu ermittelt. Der Rat hatte mit der Ägyptischen Volksversammlung die gesetzgebende Gewalt.
Im Januar und Februar 2012 fanden die letzten Wahlen zum Schura-Rat statt. Bei der ersten Runde stimmten 3.543.972 Menschen ab; bei der zweiten Runde 2.606.126 (Wahlbeteiligung etwa 12 % etwa 9 %).
Nachdem Mohammed Mursi Mitte 2012 an die Macht gekommen war, wurde aus der einst nur „belanglosen beratenden Kammer“ ein islamistisch dominiertes „Notparlament“. Mursi wurde am 3. Juli 2013 vom ägyptischen Militär gestürzt; Interimspräsident Adli Mansur löste (als erste Amtshandlung) den Schura-Rat auf. Neuwahlen wurden zunächst angekündigt, zu ihrer Durchführung kam es vor der Abschaffung des Gremiums allerdings nicht mehr.

## Die Räte
2010 wurden folgende Personen zu Mitgliedern des Rates ernannt:
| - Ibrahim Mehlab - Ejlal Abd El-Menam - Ahmed Hassan - Ahmed Maher - Ahmed Mahmud Abd El-Halim - Ismail El-Deftar - Eva Habel Kerolous - Bahaa El-Din Aboshaqa - Tharwt Sabet Basile - Hassan Suleiman - Ragaa El-Arabie | - Samia Shenouda Girgis - Salwa Shaarawi Gomaa - Siham Mohammed Izz El-Dien - Sayd Taha - Synnott Halim - Adel Andraous - Adel Qura - Alia Al-Mahdi - Abdul Rahman Moawad - Aziza Ahmed Yousef - Olla Omar Abbas | - Amr Ezzat Salama - Farouk Ismail - Ferkhunda Hassan - Kamal al-Din Mustafa Bader - Louis Shehata Beshara - Majed El-Sherbini - Mohammad Rajai Atya - Salah Montaser - Mohamed Abd El-Rahim Nafie - Mohamed Abd el Halim Ahmed - Mohamed Nagib Abou-Zeid | - Mohamed Kamal - Mahmoud Shabrawy - Mustafa Always - Moufed Mahmoud Shehab - Manal Hussein Abdel Razek - Naji Al-Shihabi - Nabil Luka Bibawi - Nashat Ossman El-Hilali - Huda Mohamed Rashad - Wagdi Louis Anwar - Sami Abd El-Aziz |

Nachbesetzung
1. Mustafa Al-Fiji für den verstorbenen Younan Labib Rizk[5]

## Minister
Die Minister für den Schura-Rat:
- 1993–2004: Kamal Mohammed El-Shazli
- 2004–2011: Moufed Mahmoud Shehab